# Tecnologia Pinch
A Tecnologia pinch ou tecnologia do ponto de estrangulamento consiste numa metodologia baseada nos princípios da termodinâmica e é uma subdivisão vital da engenharia de processo. Seu objetivo principal é economizar custos para a indústria, otimizando a maneira como os recursos necessários para os processos (particularmente energia e água) são aplicados para uma larga gama de propósitos.
Isto é conseguido através de um inventário de todos os produtores e consumidores destes recursos, a partir do qual vai sendo sistematicamente projetado um esquema ótimo de troca entre estes produtores e consumidores.
Economia de energia e reuso de água são as peças-chave desta metodologia e sua aplicação pode gerar ganhos tanto no investimento de capital quanto nos custos operacionais da empresa.